# Kasåkers industriområde

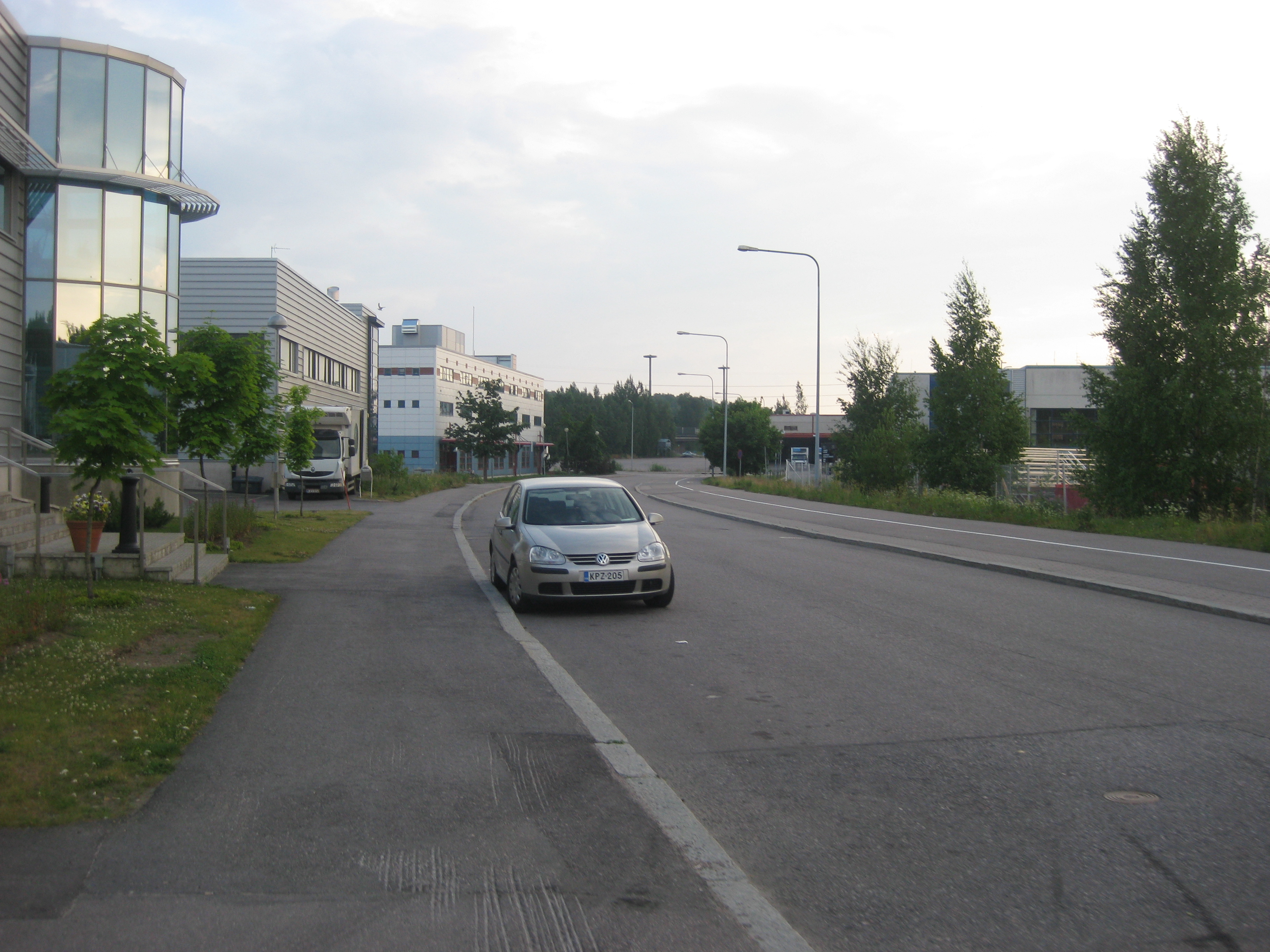
Holkvägen

Kasåkers industriområde (fi. Roihupellon teollisuusalue) är en stadsdel i Botby distrikt i Helsingfors stad. 
Kasåker är ett industriområde med flera depåer; Helsingfors metrodepå finns där och också en bussdepå. Man planerar att bygga ett kontor- och bostadsområde i Kasåker samt att öppna en ny metrostation. I så fall skulle man spränga in depåerna i berget. Planerna är inte ännu så långt hunna, vilket betyder att man kommer igång tidigast på 2010-2020-talet.[källa behövs]